# Kanton Marcillac-Vallon
Marcillac-Vallon is een voormalig kanton van het Franse departement Aveyron. Het kanton maakte deel uit van het arrondissement Rodez. Het werd op 22 maart 2015 opgeheven bij toepassing van het decreet van 21 februari 2014 en samen met de toenmalige gemeente Druelle omgevormd tot het kanton Vallon.

## Gemeenten
Het kanton Marcillac-Vallon omvatte de volgende gemeenten:
- Balsac
- Clairvaux-d'Aveyron
- Marcillac-Vallon (hoofdplaats)
- Mouret
- Muret-le-Château
- Nauviale
- Pruines
- Saint-Christophe-Vallon
- Salles-la-Source
- Valady